# Canby's Cross
Pour les articles homonymes, voir Canby.
Canby's Cross est une croix monumentale américaine, dans le comté de Siskiyou, en Californie. Nommée en l'honneur du général Edward Canby, elle commémore son meurtre par des Modocs pendant les guerres des Modocs, le 11 avril 1873 à proximité du site où elle se dresse aujourd'hui. Protégée au sein du Lava Beds National Monument, elle est elle-même classée California Historical Landmark.